# トンペット (モニター)

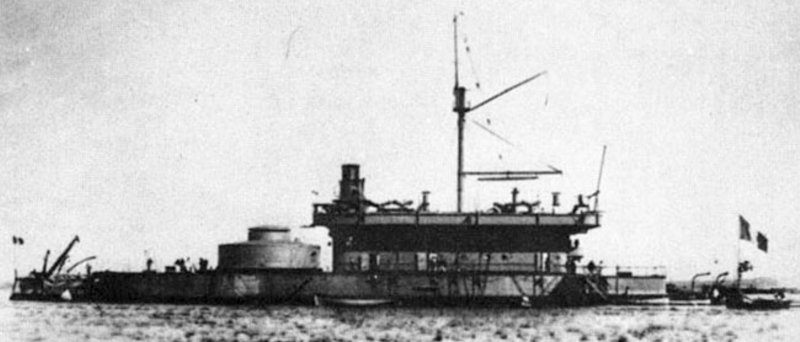
「トンペット」

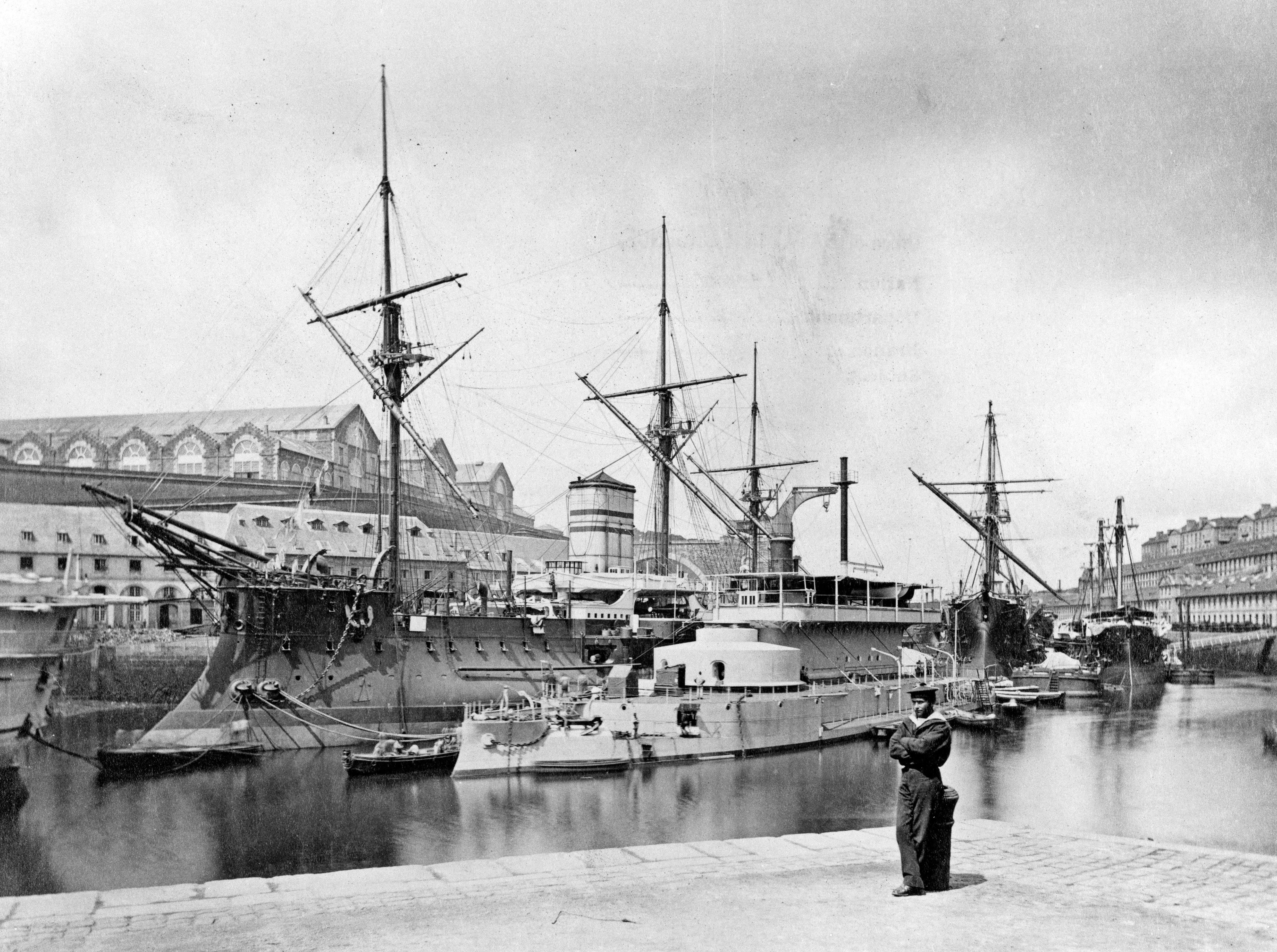
「トンペット」（手前）と「ルドゥタブル（奥）

トンペット (Tempête) は、フランス海軍のブレストワーク・モニター（二等海防装甲艦）。トンペット級。

## 艦歴
1872年12月26日起工。1876年8月18日進水。1879年1月9日艤装完了。1880年3月1日、公試に向かった際、水位をコントロールする管のコックが閉まっていたことから右舷後部のボイラーで管が露出し、うち一つが破損。結果、大規模な逆火が発生し、3名がやけどを負った。同年3月26日、海上公試完了。1883年7月4日就役。
1888年8月4日にブレストの外港で座礁したが、損傷はなかった。1892年7月20日、ブレストの泊地で夜間演習中に水雷艇76に衝突し、沈めてしまった。1897年、Naval Division of Tunisiaの旗艦となり、7月6日にブレストを出港して7月25日にビゼルトに着いた。修理・整備のため1900年5月22日にトゥーロンに着き、5月29日に入渠。6月21日、艦の位置を動かすための注水時に船体が破損する事故が発生した。8月8日、トゥーロンからビゼルトへ向けて出港。1906年1月22日、トゥーロンに戻る。1907年4月26日に除籍され、その後標的として使用される。
1909年3月17日から18日にPorquerollesのAlicastre湾で戦艦「Justice」、「リベルテ」、「Saint-Louis」、「Gaulois」の標的となり、その後修理のためBrégançonへ曳航され、かなり傾斜した状態でAlicastreへ戻った。定期的な排水を行い、沈没するようであれば浅瀬へ曳航するよう命令が出されたものの、そばについていた船「Goudoux」は荒天のため離れざるを得ず、3月20日に朝、「トンペット」は転覆しつつあるようだと報告された。その日にはキールの一部が水面上に出ているのが確認されたが、翌日には完全に水没した。

## 艦のデータ
常備排水量4531トン、満載排水量4908トン、または排水量4869.2トン。全長73.60mないし78.60m、最大幅17.60m。
兵装は19.75口径274.4mm砲2門と100mm砲4門。1900年に100mm砲は40口径47mm速射砲4門に換装され、またホチキス37mm回転砲4門が追加された。
水平6気筒往復動機関1基ないし水平3気筒2段膨張式往復動機関1基と円缶4基搭載で一軸推進。公試では11.676ノットを発揮した。
装甲厚は水線装甲帯が中央330mm、前部250mm、後部300mmないし250mm。ブレストワークは前部333mm、中央300mm、後部270mm。または330mm。砲塔は300mmで司令塔は250mm。主甲板は50mmで2つ目の装甲甲板も同様であった。